# Tipasodes rhodias
Tipasodes rhodias là một loài bướm đêm trong họ Noctuidae.